# Veddelev
Veddelev er en mindre by på Østsjælland med 1.137 indbyggere  (2024), beliggende i Himmelev Sogn ved Roskilde Fjord fem kilometer nord for Roskilde centrum. Byen ligger i Roskilde Kommune og tilhører Region Sjælland. I praksis fungerer den som satellitby til Roskilde.
Den lokale boldklub Himmelev-Veddelev BK er en del af fusions-fodboldklubben FC Roskilde.
Halvdan den gamle (eller en senere Halvdan) skulle efter sigende være født i Veddelev. 